# Гамберале
Гамберале (итал. Gamberale) је насеље у Италији у округу Кјети, региону Абруцо.
Према процени из 2011. у насељу је живело 222 становника. Насеље се налази на надморској висини од 1318 м.

## Становништво
| 1931. | 1936. | 1951. | 1961. | 1971. | 1981. | 1991. | 2001. | 2011. |
| ----- | ----- | ----- | ----- | ----- | ----- | ----- | ----- | ----- |
| 1.294 | 1.254 | 1.317 | 1.076 | 782   | 668   | 486   | 394   | 328   |